# Lil Xan
Nicholas Diego Leanos, meglio noto come Lil Xan o semplicemente Diego (Redlands, 6 settembre 1996), è un rapper statunitense.
Si è fatto conoscere al pubblico con il singolo Betrayed, che ha raggiunto la posizione 64 nella Billboard Hot 100. Il suo nome d'arte deriva dal nome del farmaco Xanax.

## Biografia
Leanos è nato il 6 settembre 1996 a Redlands, in California. Crescendo, Leanos era povero e visse in diversi motel la maggior parte della sua infanzia. Ha frequentato la Redlands East Valley High School, ma ha abbandonato la scuola superiore nel suo primo anno, trascorrendo diversi anni in casa senza lavoro. Ha lavorato come pulitore di strada e, in seguito, ha intrapreso una carriera fotografica a sostegno di diversi amici che erano rapper. Essendogli stata rubata la fotocamera, il giovane ha scelto di iniziare a fare rap invece di comperare un nuovo apparecchio fotografico.
Leanos era precedentemente dipendente da Xanax, insieme a oppiacei e altre benzodiazepine, ma è stato in grado di lasciare il farmaco dopo due anni di dipendenza. Attualmente parla contro l'abuso di Xanax e sollecita le persone a smettere di usare il farmaco del tutto.

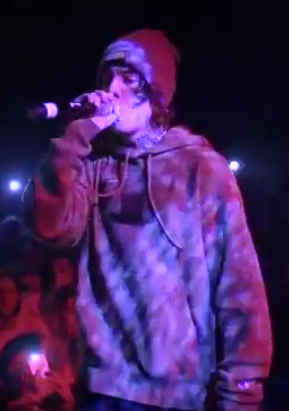
Lil Xan (2018)

Leanos ha iniziato a ottenere riconoscimenti attraverso piattaforme come SoundCloud e YouTube. La sua popolarità è cresciuta dopo l'uscita del video musicale per la sua canzone Betrayed nell'agosto 2017. La canzone ha raggiunto la posizione 64 nella Billboard Hot 100. In un'intervista con XXL, Leanos ha annunciato il suo album di debutto Total Xanarchy. L'album include collaborazioni con artisti come Diplo e Swae Lee. Nel dicembre 2017, Leanos ha annunciato il suo tour, che, secondo Billboard è andato esaurito in cinque ore.
Nel 2018, Leanos annunciò che avrebbe cambiato il suo nome d'arte in "Diego" per sostenere il suo messaggio anti-droga, anche se in seguito disse in un'intervista che non era più sicuro di voler cambiare il proprio nome d’arte. Nello stesso anno Leanos annunciò che il suo prossimo album sarebbe stato intitolato "Be Safe" come omaggio a Mac Miller, poiché queste furono le ultime parole che disse a Leanos prima della sua morte.

## Influenze
Leanos ha elencato Pharrell Williams e N.E.R.D come prime influenze nell'hip hop, con altri artisti tra cui, gli Arctic Monkeys, i Cage the Elephant, i Queens of the Stone Age, Drake e Mac Miller.
Secondo Pigeons & Planes, la musica di Leanos è iniziata come "tipica trap" e successivamente spostata verso "un suono più cupo e onirico". Il New Yorker ha descritto Leanos come parte di un movimento "sad rap".

## Controversie
Leanos ha fatto scalpore nel 2018 quando durante un'intervista ha definito la musica di Tupac Shakur "noiosa". Dopo l'incidente, il rapper Waka Flocka Flame ha affermato su Twitter che Leanos è "bandito dall'hip hop". Tuttavia, Leanos in seguito ha reso omaggio a Tupac suonando la canzone "California Love". Dopo l'incidente Diego, rimosse tutti i post del suo account Instagram e cambiò nome a causa di molteplici insulti e minacce ricevute.

## Vita privata
Leanos ha iniziato a frequentare la cantante e attrice Noah Cyrus il 30 giugno 2018. La coppia ha pubblicato una collaborazione dal titolo "Live or Die" nell'agosto 2018. Si sono lasciati nel settembre 2018 dopo che la Cyrus ha inviato scherzosamente una foto del cantante statunitense Charlie Puth photoshoppata sul corpo di una pornostar nuda a Leanos, spingendolo ad accusarla di essere infedele. Leanos inizialmente ha affermato che il rapporto è stato forzato dall'etichetta discografica della coppia, la Columbia. Tuttavia, alcune settimane dopo è apparso in un'intervista su Open Late con Peter Rosenberg affermando "Onestamente, direi che la maggior parte della ragione per cui la rottura è avvenuta è stata colpa mia, era colpa mia, potevamo essere ancora insieme, ma mi sento come se avessi fottuto tutto."
Nel febbraio 2019, Leanos annunciò che la fidanzata Annie Smith aspettava un bambino. Il 6 aprile, la Smith rivelò che aveva un aborto spontaneo. Ha condiviso la notizia tramite un video e delle fotografie su Instagram.

## Discografia

### Album in studio
- 2018 - Total Xanarchy
- 2018 - Heartbreak Soldiers
- 2018 - Xanarchy Militia

### EP
- 2017 - Being Mental Disturbed
- 2017 - Citgo
- 2017 - Starburst & Cranberry Juice
- 2019 -  Fireworks
- 2022 - have a nice day (in collaborazione con Chris Miles)

### Singoli
- 2016 - Montana Doe
- 2016 - Center Fold
- 2016 - Who Are You?
- 2016 - Sorry
- 2016 - Vicodin
- 2017 - Slingshot
- 2017 - Band$
- 2017 - Been Bout It
- 2017 - Xanarchy
- 2017 - Betrayed
- 2017 - Far
- 2017 - Wake Up
- 2017 - Crash The Whip